# Österreichische Rallye-Staatsmeisterschaft 2007
Die Österreichische Rallye-Staatsmeisterschaft 2007 wurde in der Zeit vom 11. Jänner bis zum 10. November 2007 im Rahmen von acht Wertungsläufen ausgetragen.

## Saisonverlauf

### IQ Jänner Rallye
Im Jahr 2007 feierte die IQ Jänner Rallye ihre 25. Auflage. Auf 18 Sonderprüfungen wurden über 280 Prüfungskilometer zurückgelegt. Schnee blieb zwar aus, jedoch befand sich viel Schmutz auf der Strecke. Der Tscheche Václav Pech kam mit den Verhältnissen gut zurecht und gewann die erste der insgesamt acht Rallyes. Zweiter wurde der Deutsche Hermann Gassner sen., der sich im Verlauf der Rallye immer mehr steigern konnte und außerdem von den Ausfällen von Pavel Valoušek und Raimund Baumschlager profitierte. An den drei Tagen steigerte sich Franz Wittmann jun. und fuhr am Ende bis auf Platz drei vor. Johannes Keferböck erreicht den siebten Platz und war damit zweitbester Österreicher. Raimund Baumschlager bereiteten Schaltungsprobleme das Ende der Rallye und Josef Semerád schied an vierter Stelle liegend auf der 16. Sonderprüfung nach einem Überschlag aus. An den drei Veranstaltungstagen kamen 95.000 Besucher an die Rallyepiste.

### Pirelli Lavanttal Rallye
Zur Pirelli Lavanttal Rallye kamen trotz schlechten Wetters etwa 50.000 Besucher. Um den Sieg kämpften Raimund Baumschlager, Achim Mörtl und teilweise auch Franz Wittmann jun. Mörtl fiel am zweiten Tag jedoch zurück. Am Ende siegte nach 14 Sonderprüfungen der Österreicher Raimund Baumschlager. Auf Rang zwei fuhr Franz Wittmann jun. und Dritter wurde Mario Saibel. Mit Gesamtrang neun holte sich Beppo Harrach den Sieg bei den mit Erdgas angetriebenen Fahrzeugen.

### Bosch Super plus Rallye
Der Kampf um den Gesamtsieg der Bosch Super plus Rallye blieb lange Zeit offen. An der Spitze entstand ein Zweikampf zwischen Raimund Baumschlager und Franz Wittmann jun. Baumschlager führte nach dem ersten Tag mit 3,8 Sekunden Vorsprung auf Wittmann. Die Rallye konnte nach 13 Sonderprüfungen Franz Wittmann jun. vor Raimund Baumschlager und Andreas Waldherr gewinnen, der auf den letzten Prüfungen noch Toto Wolff von Platz drei verdrängte.

### Castrol Judenburg-Pölstal Rallye
Die bislang erfolgreichen Fahrer Achim Mörtl, Franz Wittmann jun., Toto Wolff und Hermann Gassner sen. waren bei der Castrol Judenburg-Pölstal Rallye nicht am Start. Daher kämpften bis zur zwölften Sonderprüfung Mario Saibel, Raimund Baumschlager und Andreas Waldherr um die Führung. Für zwei dieser Fahrer war die Rallye kurz vor Schluss jedoch vorzeitig beendet. Andreas Waldherr musste sein VW Golf IV Kit Car wegen Öltemperaturproblemen abstellen, um einen Motorschaden zu vermeiden, und Mario Saibel rollte in Führund liegend mit Motorschaden in der 14. und letzten Sonderprüfung aus. Damit gewann Raimund Baumschlager die Rallye vor Willi Stengg jun. und Beppo Harrach. Bei seiner ersten Rallye kam der Österreicher Harald Proczyk überraschend auf Rang sieben. Die Veranstaltung wurde von rund 35.000 Zuschauern besucht.

### BP Ultimate Rallye
Am ersten Tag der 16. Auflage der BP Ultimate Rallye regnete es mehrere Stunden ununterbrochen. So war zunächst unklar, ob die Rallye überhaupt durchgeführt werden konnte, sie wurde vom Organisator dann doch freigegeben. Am zweiten Tag besserten sich die Witterungsverhältnisse. Der Österreicher Raimund Baumschlager war in jeder Phase der dominierende Fahrer im Feld und gewann neun der 14 Sonderprüfungen. In der achten Sonderprüfung fiel Andreas Waldherr aus, der zuvor noch den Anschluss an Baumschlager halten konnte. Die Rallye gewann nach 16 Sonderprüfungen Raimund Baumschlager. Zweiter wurde der Deutsche Hermann Gassner sen., der sich nach mäßigem Beginn der Rallye speziell am zweiten Tag steigerte, aber den Sieg von Baumschlager nicht gefährden konnte. Beppo Harrach kam mit 0,1 Sekunden Rückstand auf Gassner als Dritter ins Ziel. Willi Stengg jun. kämpfte mit Kupplungsproblemen und kam trotzdem noch auf Rang vier. Auf den Plätzen fünf und sechs folgten Kris Rosenberger und Hannes Danzinger.

### ARBÖ Rallye Steiermark
Vom ersten bis zum letzten Tag war der Sieg bei der ARBÖ Rallye Steiermark für Raimund Baumschlager nicht gefährdet und er errang vorzeitig den Staatsmeistertitel. Er erreichte sieben Bestzeiten von 14 Sonderprüfungen und hatte am Ende der Rallye einen Vorsprung von 57,2 Sekunden auf den zweiten Rang. Diesen erreichte Andreas Waldherr, der ebenfalls eine sehr gute Leistung ablieferte und drei Prüfungen für sich entschied. Gerwald Grössing, der als ein Geheimfavorit angesehen wurde, konnte mit dem dritten Gesamtrang die Erwartungen erfüllen. Kris Rosenberger erzielte vier Prüfungsbestzeiten und erreichte den vierten Gesamtrang. Auf den weiteren Plätzen folgten Georg Reitsperger, der durch einen Antriebswellenschaden am ersten Tag seine Chancen auf einen Podestplatz begraben musste und Hannes Danzinger. Beppo Harrach hatte hingegen in der fünften Sonderprüfung einen schweren mit einem Überschlag, den er und sein Beifahrer unverletzt überstanden. Zur Rallye kamen geschätzt 28.000 Zuschauer.

### Ostarrichi Rallye
Die Ostarrichi Rallye war eine chaotische Rallye, denn es gab heftigen Schneefall. Gleich mehrere Sonderprüfungen mussten abgesagt werden. Es gab einige schwere Unfälle, aber keine schwere Verletzungen, einzig der Österreicher Kris Rosenberger brach sich bei seinem Unfall zwei Rippen. Trotz schlechten Wetters konnte die 18. Ausgabe der Ostarrichi Rallye ausgetragen werden. Am Freitagabend hatte Raimund Baumschlager einen schweren Unfall und nach dem Unfall von Franz Wittmann jun. fiel bereits am Samstagvormittag eine Vorentscheidung zugunsten von Beppo Harrach. Er erreichte mit dem sieben Jahre alten Mitsubishi Lancer Evo VI den ersten Gesamtsieg eines erdgasbetriebenen Rallyefahrzeugs. Auf den zweiten Rang kam Mario Saibel, der nach Problemen am ersten Tag eine gute zweite Etappe fuhr. Mit dem dritten Rang sicherte Willi Stengg jun. sich die Vizemeisterschaft. Auf der letzten Sonderprüfung errang Andreas Waldherr die Bestzeit und erreichte am Ende der Rallye nach fünf Prüfungen Platz vier. Hans Weijs jun. fuhr trotz technischer Probleme auf den fünften Rang. Mit einem 20 Jahre alten Audi quattro wurde Christof Klausner überraschend Sechster.

### OMV Rallye Waldviertel
Schnellster bei der 27. Auflage der OMV Rallye Waldviertel war der Österreicher Manfred Stohl, der 13 von 17 Sonderprüfungen gewann und am Ende der Rallye 1:50,7 Minuten Vorsprung auf den zunächst zweitplatzierten Štěpán Vojtěch hatte. Jedoch wurde Stohl der Sieg aberkannt, da an seinem Fahrzeug eine nicht homologierte Kupplung beanstandet wurde. Somit ging der Sieg nachträglich an Vojtěch. Zweiter wurde der Pole Michał Kościuszko im Fiat Grande Punto S2000. An Beppo Harrachs Fahrzeug brach auf der 14. Sonderprüfung die vordere rechte Antriebswelle, sodass er hinter Kościuszko auf Platz drei zurückfiel. 50.000 Zuschauer besuchten die Veranstaltung.

## Ergebnisse
| Rallye                                             | Platz | Fahrer               | Fahrzeug                   | Gesamtzeit   |  |
| -------------------------------------------------- | ----- | -------------------- | -------------------------- | ------------ |  |
| IQ Jänner Rallye 11.–13. Jänner 2007               | 1.    | Václav Pech          | Mitsubishi Lancer Evo IX   | 2:49:12,6 h  |  |
| IQ Jänner Rallye 11.–13. Jänner 2007               | 2.    | Hermann Gassner sen. | Mitsubishi Lancer Evo IX   | + 1:44,7 min |  |
| IQ Jänner Rallye 11.–13. Jänner 2007               | 3.    | Franz Wittmann jun.  | Mitsubishi Lancer Evo VIII | + 3:18,4 min |  |
|                                                    |       |                      |                            |              |  |
| Pirelli Lavanttal Rallye 30.–31. März 2007         | 1.    | Raimund Baumschlager | Mitsubishi Lancer Evo IX   | 2:08:42,7 h  |  |
| Pirelli Lavanttal Rallye 30.–31. März 2007         | 2.    | Franz Wittmann jun.  | Mitsubishi Lancer Evo VIII | + 54,2 s     |  |
| Pirelli Lavanttal Rallye 30.–31. März 2007         | 3.    | Mario Saibel         | Mitsubishi Lancer Evo VIII | + 2:39 min   |  |
|                                                    |       |                      |                            |              |  |
| Bosch Super plus Rallye 18.–19. Mai 2007           | 1.    | Franz Wittmann jun.  | Mitsubishi Lancer Evo VIII | 1:39:06,7 h  |  |
| Bosch Super plus Rallye 18.–19. Mai 2007           | 2.    | Raimund Baumschlager | Mitsubishi Lancer Evo IX   | + 18,5 s     |  |
| Bosch Super plus Rallye 18.–19. Mai 2007           | 3.    | Andreas Waldherr     | VW Golf IV Kit Car         | + 47 s       |  |
|                                                    |       |                      |                            |              |  |
| Castrol Judenburg-Pölstal Rallye 15.–16. Juni 2007 | 1.    | Raimund Baumschlager | Mitsubishi Lancer Evo IX   | 1:21:34,6 h  |  |
| Castrol Judenburg-Pölstal Rallye 15.–16. Juni 2007 | 2.    | Willi Stengg jun.    | Mitsubishi Lancer Evo IX   | + 1:29,1 min |  |
| Castrol Judenburg-Pölstal Rallye 15.–16. Juni 2007 | 3.    | Beppo Harrach        | Mitsubishi Lancer Evo IX   | + 1:57 min   |  |
|                                                    |       |                      |                            |              |  |
| BP Ultimate Rallye 7.–8. September 2007            | 1.    | Raimund Baumschlager | Mitsubishi Lancer Evo IX   | 1:27:22,9 h  |  |
| BP Ultimate Rallye 7.–8. September 2007            | 2.    | Hermann Gassner sen. | Mitsubishi Lancer Evo IX   | + 1:32,2 min |  |
| BP Ultimate Rallye 7.–8. September 2007            | 3.    | Beppo Harrach        | Mitsubishi Lancer Evo IX   | + 1:32,3 min |  |
|                                                    |       |                      |                            |              |  |
| ARBÖ Rallye Steiermark 28.–29. September 2007      | 1.    | Raimund Baumschlager | Mitsubishi Lancer Evo IX   | 1:33:17,6 h  |  |
| ARBÖ Rallye Steiermark 28.–29. September 2007      | 2.    | Andreas Waldherr     | VW Golf IV Kit Car         | + 57,2 s     |  |
| ARBÖ Rallye Steiermark 28.–29. September 2007      | 3.    | Gerwald Grössing     | Mitsubishi Lancer Evo IX   | + 2:35,4 min |  |
|                                                    |       |                      |                            |              |  |
| Ostarrichi Rallye 19.–20. Oktober 2007             | 1.    | Beppo Harrach        | Mitsubishi Lancer Evo VI   | 58:24,9 min  |  |
| Ostarrichi Rallye 19.–20. Oktober 2007             | 2.    | Mario Saibel         | Mitsubishi Lancer Evo VIII | + 47,7 s     |  |
| Ostarrichi Rallye 19.–20. Oktober 2007             | 3.    | Willi Stengg jun.    | Mitsubishi Lancer Evo IX   | + 1:06,1 min |  |
|                                                    |       |                      |                            |              |  |
| OMV Rallye Waldviertel 9.–10. November 2007        | 1.    | Štěpán Vojtěch       | Mitsubishi Lancer Evo IX   | 1:50:03,3 h  |  |
| OMV Rallye Waldviertel 9.–10. November 2007        | 2.    | Michał Kościuszko    | Fiat Grande Punto S2000    | + 1:04,3 min |  |
| OMV Rallye Waldviertel 9.–10. November 2007        | 3.    | Beppo Harrach        | Mitsubishi Lancer Evo VI   | + 1:49,3 min |  |

## Wertungen
Die Punktevergabe erfolgte nach jeder Rallye für die zehn erstplatzierten Fahrer mit Fahrzeugen der jeweiligen Division nach folgendem Schema:
| Platz  | 1  | 2  | 3 | 4 | 5 | 6 | 7 | 8 | 9 | 10 |
| Punkte | 12 | 10 | 8 | 7 | 6 | 5 | 4 | 3 | 2 | 1  |

### Fahrerwertung Division I
In der Division I wurden Fahrer mit Fahrzeugen der Gruppen N4, A7, A6 und A5 gewertet.
| Platz | Fahrer               | Jän. | Lav. | Bos. | Jud. | BP | Ste. | Ost. | Wal. | Gesamtpunktzahl |
| ----- | -------------------- | ---- | ---- | ---- | ---- | -- | ---- | ---- | ---- | --------------- |
| 1.    | Raimund Baumschlager |      | 12   | 12   | 12   | 12 | 12   |      |      | 60              |
| 2.    | Willi Stengg jun.    |      | 10   |      | 10   | 8  |      | 12   | 10   | 50              |
| 3.    | Hermann Gassner sen. | 10   | 7    |      |      | 10 |      |      | 7    | 34              |
| 4.    | Kris Rosenberger     |      |      | 8    | 7    | 7  | 7    |      |      | 29              |
| 5.    | Andreas Waldherr     |      | 4    | 10   |      |    | 10   |      |      | 24              |
| 5.    | Hannes Danzinger     | 1    |      | 7    | 4    | 6  | 6    |      |      | 24              |
| 7.    | Gerwald Grössing     |      |      |      | 8    |    | 8    |      | 5    | 21              |
| 8.    | Peter Ölsinger       |      |      |      |      | 5  |      | 8    |      | 13              |
| 9.    | Štěpán Vojtěch       |      |      |      |      |    |      |      | 12   | 12              |
| 9.    | Václav Pech          | 12   |      |      |      |    |      |      |      | 12              |
| 9.    | Walter Kovar         |      | 6    | 6    |      |    |      |      |      | 12              |
| 12.   | Peter Gavlák         | 3    |      |      |      |    |      |      | 8    | 11              |
| 13.   | Hans Weijs jun.      |      |      |      |      |    |      | 10   |      | 10              |
| 14.   | Achim Mörtl          |      | 8    |      |      |    |      |      |      | 8               |
| 14.   | Václav Arazim        | 8    |      |      |      |    |      |      |      | 8               |
| 16.   | Manfred Meindl       |      |      |      |      |    |      | 7    |      | 7               |
| 16.   | Karel Trojan         | 7    |      |      |      |    |      |      |      | 7               |
| 16.   | Zsolt Baracskai      |      |      | 3    |      | 4  |      |      |      | 7               |
| 19.   | Josef Haider         |      |      |      |      |    |      |      | 6    | 6               |
| 19.   | Jörg Rigger          |      |      |      |      |    |      | 6    |      | 6               |
| 19.   | Harald Proczyk       |      |      |      | 6    |    |      |      |      | 6               |
| 19.   | Johannes Keferböck   | 6    |      |      |      |    |      |      |      | 6               |
| 23.   | Goran Cibej          |      |      |      |      |    | 5    |      |      | 5               |
| 23.   | Ludwig Holnburger    |      |      |      | 5    |    |      |      |      | 5               |
| 23.   | Waldemar Benedict    |      |      | 5    |      |    |      |      |      | 5               |
| 23.   | Miha Jezeršek        |      | 5    |      |      |    |      |      |      | 5               |
| 23.   | Riku Tahko           | 5    |      |      |      |    |      |      |      | 5               |
| 28.   | David Claudiu        |      |      |      |      |    |      |      | 4    | 4               |
| 28.   | Daniel Šaškin        |      |      |      |      |    | 4    |      |      | 4               |
| 28.   | Herbert Breiteneder  |      |      | 4    |      |    |      |      |      | 4               |
| 28.   | Jan Štěpánek         | 4    |      |      |      |    |      |      |      | 4               |
| 32.   | Hermann Gassner jun. |      |      |      |      |    |      |      | 3    | 3               |
| 32.   | Siniša Crnojević     |      |      |      |      |    | 3    |      |      | 3               |
| 32.   | Christian Schandera  |      |      |      |      | 3  |      |      |      | 3               |
| 32.   | Carlo Fornasiero     |      |      |      | 3    |    |      |      |      | 3               |
| 32.   | Tomaž Kaučič         |      | 3    |      |      |    |      |      |      | 3               |
| 32.   | Kurt Adam            |      |      | 1    |      | 2  |      |      |      | 3               |
| 38.   | Igor Vlasatý         |      |      |      |      |    |      |      | 2    | 2               |
| 38.   | Nenad Lončarić       |      |      |      |      |    | 2    |      |      | 2               |
| 38.   | Rodolfo Cosimo       |      |      |      | 2    |    |      |      |      | 2               |
| 38.   | Manuel Bauer         |      |      | 2    |      |    |      |      |      | 2               |
| 38.   | Tomislav Cilenšek    |      | 2    |      |      |    |      |      |      | 2               |
| 38.   | Michał Duda          | 2    |      |      |      |    |      |      |      | 2               |
| 44.   | Giorgio Bacco        |      |      |      |      |    |      |      | 1    | 1               |
| 44.   | Christian Nussbaumer |      |      |      |      |    | 1    |      |      | 1               |
| 44.   | Günther Müller       |      |      |      | 1    |    |      |      |      | 1               |
| 44.   | Thomas Wallenwein    |      | 1    |      |      |    |      |      |      | 1               |